# Danh sách đĩa đơn quán quân năm 2011 (Liên hiệp Anh)
Dưới đây là danh sách những đĩa đơn đạt vị trí quán quân tại bảng xếp hạng đĩa đơn của Liên hiệp Anh và Bắc Ireland (UK Singles Chart) trong năm 2011.
| Ngày       | Ca khúc                  | Nghệ sĩ                                      | Doanh số |
| ---------- | ------------------------ | -------------------------------------------- | -------- |
| 2 tháng 1  | "When We Collide"        | Matt Cardle                                  | 113.037  |
| 9 tháng 1  | "What's My Name?"        | Rihanna hợp tác với Drake                    | 53.018   |
| 16 tháng 1 | "Grenade"                | Bruno Mars                                   | 149.834  |
| 23 tháng 1 | "Grenade"                | Bruno Mars                                   | 107.960  |
| 30 tháng 1 | "We R Who We R"          | Ke$ha                                        | 92.139   |
| 6 tháng 2  | "Price Tag"              | Jessie J hợp tác với B.o.B                   | 84.076   |
| 13 tháng 2 | "Price Tag"              | Jessie J hợp tác với B.o.B                   | 95.697   |
| 20 tháng 2 | "Someone Like You"       | Adele                                        | 111.739  |
| 27 tháng 2 | "Someone Like You"       | Adele                                        | 114.792  |
| 6 tháng 3  | "Someone Like You"       | Adele                                        | 116.347  |
| 13 tháng 3 | "Someone Like You"       | Adele                                        | 95.654   |
| 20 tháng 3 | "Don't Hold Your Breath" | Nicole Scherzinger                           | 98.091   |
| 27 tháng 3 | "Someone Like You"       | Adele                                        | 82.357   |
| 3 tháng 4  | "On the Floor"           | Jennifer Lopez hợp tác với Pitbull           | 137.179  |
| 10 tháng 4 | "On the Floor"           | Jennifer Lopez hợp tác với Pitbull           | 91.749   |
| 17 tháng 4 | "Party Rock Anthem"      | LMFAO hợp tác với Lauren Bennett và GoonRock | 91.421   |
| 21 tháng 4 | "Party Rock Anthem"      | LMFAO hợp tác với Lauren Bennett và GoonRock | 85.744   |
| 1 tháng 5  | "Party Rock Anthem"      | LMFAO hợp tác với Lauren Bennett và GoonRock | 73.076   |
| 8 tháng 5  | "Party Rock Anthem"      | LMFAO hợp tác với Lauren Bennett và GoonRock | 64.508   |
| 27 tháng 3 | "The Lazy Song"          | Bruno Mars                                   | 67.363   |
| 22 tháng 5 | "Give Me Everything"     | Pitbull hợp tác với Ne-Yo, Nayer và Afrojack | 71.309   |
| 29 tháng 5 | "Give Me Everything"     | Pitbull hợp tác với Ne-Yo, Nayer và Afrojack | 95.848   |